# HMS Sapphire (1758)
Pour les autres navires du même nom, voir HMS Sapphire.
Le  HMS Sapphire est une frégate de cinquième rang de 32 canons, construite pour la Royal Navy par les chantiers de Deptford et lancée le 22 juin 1758.

## Histoire
Le HMS Sapphire lancé en 1758 est le résultat de la reconstruction d'un premier Sapphire lancé en 1741. Cette reconstruction est décidée le 14 juillet 1756 et est réalisée par l'architecte naval Adam Hayes.
Le HMS Sapphire capture le corsaire le Saint-Michel le 1er février 1759, puis participe à la bataille des Cardinaux le 20 novembre 1759 sous les ordres de John Strachan.
En 1760, il est incorporé au Western Squadron et, en 1761, il monte la garde au large du Havre.
Il est finalement vendu à Sheerness pour 200 £.